# Liste der Stolpersteine in Insel Hiddensee
Die Liste der Stolpersteine in Insel Hiddensee enthält die Stolpersteine in der Gemeinde Insel Hiddensee in Mecklenburg-Vorpommern, die an das Schicksal der Menschen erinnern, die im Nationalsozialismus ermordet, deportiert, vertrieben oder in den Suizid getrieben wurden. Die Tabelle ist teilweise sortierbar; die Grundsortierung erfolgt alphabetisch nach dem Familiennamen.
| Bild | Name             | Standort              |      | Verlegedatum  | Leben |
| ---- | ---------------- | --------------------- | ---- | ------------- | --- |
|      | Clara Arnheim    | Vitte, Norderende 174 | Lage | 10. Aug. 2011 | Die Malerin Clara Arnheim (1865–1942) war Mitglied im Hiddensoer Künstlerinnenbund. Sie verbrachte den Sommer regelmäßig auf der Insel im Haus der Bäckerfamilie Schwartz auf dem Norderende. Nach 1933 erhielt sie als Jüdin Berufsverbot. Dank der Hilfe der Bäckersfamilie wurde sie danach mit dem Nötigsten versorgt. Sie wurde im Juli 1942 von Berlin aus in das Ghetto Theresienstadt deportiert und starb dort wenige Wochen später. Das Haus wurde jahrzehntelang weiterhin als Bäckerei genutzt, heute befindet sich in einem Anbau ein Zeitungsladen. |
|      | Henni Lehmann    | Vitte, Wiesenweg 2    | Lage | 14. Juli 2008 | Henni Lehmann (1862–1937) war Malerin und Begründerin des Hiddensoer Künstlerinnenbundes. Seit 1907 verbrachte sie den Sommer auf Hiddensee und engagierte sich in der lokalen Politik. Als Jüdin von den nationalsozialistischen Machthabern verfolgt, wählte sie 1937 den Freitod. Ihr ehemaliges Wohnhaus im Wiesenweg wurde nach dem Zweiten Weltkrieg zeitweise als Rathaus genutzt und wird nun als Henni-Lehmann-Haus für öffentliche Veranstaltungen und als Bibliothek genutzt.                                                                          |
|      | Käthe Loewenthal | Vitte, Süderende 130  | Lage | 10. Aug. 2011 | Käthe Löwenthal (1878–1942) war eine Malerin jüdischer Herkunft und ebenfalls im Hiddensoer Künstlerinnenbund tätig. Ihre Schwester, Susanne, hatte 1912 ein Fischerhaus in Vitte erworben, wo sich bis 1935 die Familie im Sommer traf. 1942 wurde Käthe Löwenthal deportiert und in einem Lager im besetzten Polen ermordet. |
|      | Adolf Reichwein  | Vitte, Süderende 103  | Lage | 24. Aug. 2010 | Adolf Reichwein (1898–1944) war ein Reformpädagoge und Politiker. Er wurde als Mitglied des Kreisauer Kreises im Jahr 1944 hingerichtet. In Hiddensee besaßen seine Frau und er ein Sommerhaus (das sogenannte Hexenhaus am Süderende in Vitte, eins der ältesten Häuser der Insel), das seit 1990 wieder im Familienbesitz ist. |
|      | Susanne Ritscher | Vitte, Süderende 130  | Lage | 10. Aug. 2011 | Susanne Ritscher (1886–1975) war wie ihre Schwester Käthe Löwenthal Malerin. 1912 erwarb sie ein Fischerhaus am Süderende von Vitte. Nach ihrer Heirat 1915 betrieb sie die Malerei nur noch als Hobby. Nach der Scheidung von ihrem nichtjüdischen Ehemann verlor sie ihren geschützten Status. Vom Dorfpolizisten in ihrem Wohnort Schöneiche bei Berlin rechtzeitig vor der drohenden Deportation gewarnt, konnte sie entkommen und überlebte bis zum Ende des Zweiten Weltkriegs in verschiedenen Verstecken. 1975 starb sie in München.                      |
|      | Julie Wolfthorn  | Vitte, Süderende 73   | Lage | 10. Aug. 2011 | Julie Wolfthorn (1864–1944) war eine Malerin und Grafikerin, die vor allem durch ihre Porträts bekannt wurde. Als Jüdin wurde sie nach 1933 verfolgt und 1942 ins Ghetto Theresienstadt deportiert, wo sie zwei Jahre später starb. |